# Dubai Tennis Championships 2024
Il Dubai Tennis Championships 2024, noto come Dubai Duty Free Tennis Championships 2024 per ragioni di sponsorizzazione, è stato un torneo di tennis giocato sul cemento, facente parte della categoria ATP Tour 500 nell'ambito dell'ATP Tour 2024 e della categoria WTA 1000 nell'ambito del WTA Tour 2024. Sia il torneo maschile che femminile si sono giocati al The Aviation Club Tennis Centre di Dubai, negli Emirati Arabi Uniti. Il torneo femminile si è giocato dal 18 al 24 febbraio mentre quello maschile dal 26 febbraio al 2 marzo 2024.

## Partecipanti ATP

### Teste di serie
| Nazionalità | Giocatore                   | Ranking* | Testa di serie |
| ----------- | --------------------------- | -------- | -------------- |
|             | Daniil Medvedev             | 4        | 1              |
|             | Andrej Rublëv               | 5        | 2              |
| Polonia     | Hubert Hurkacz              | 8        | 3              |
|             | Karen Chačanov              | 17       | 4              |
| Francia     | Ugo Humbert                 | 18       | 5              |
| Francia     | Adrian Mannarino            | 20       | 6              |
| Kazakistan  | Aleksandr Bublik            | 21       | 7              |
| Spagna      | Alejandro Davidovich Fokina | 24       | 8              |

* Ranking al 19 febbraio 2024.

### Altri partecipanti
I seguenti giocatori hanno ricevuto una wildcard per il tabellone principale:
- Gaël Monfils
- Sumit Nagal
- Abedallah Shelbayh

Il seguente giocatore è entrato in tabellone con il ranking protetto:
- Denis Shapovalov

Il seguente giocatore è entrato in tabellone come special exempt:
- Jakub Menšík

I seguenti giocatori sono entrati nel tabellone principale passando dalle qualificazioni:

- Tomáš Macháč
- Maximilian Marterer
- Arthur Cazaux
- Márton Fucsovics

Il seguente giocatore è entrato in tabellone come lucky loser:
- Luca Van Assche

### Ritiri
Prima del torneo
- Alexei Popyrin → sostituito da  Luca Van Assche
- Milos Raonic → sostituito da  Botic van de Zandschulp

## Partecipanti ATP doppio

### Teste di serie
| Nazione     | Giocatore      | Nazione       | Giocatore       | Ranking* | Testa di serie |
| ----------- | -------------- | ------------- | --------------- | -------- | -------------- |
| India       | Rohan Bopanna  | Australia     | Matthew Ebden   | 3        | 1              |
| Croazia     | Ivan Dodig     | Stati Uniti   | Austin Krajicek | 10       | 2              |
| Regno Unito | Jamie Murray   | Nuova Zelanda | Michael Venus   | 37       | 3              |
| Paesi Bassi | Wesley Koolhof | Croazia       | Nikola Mektić   | 38       | 4              |

* Ranking al 19 febbraio 2024.

### Altri partecipanti
Le seguenti coppie di giocatori hanno ricevuto una wildcard per il tabellone principale:
- Michael Agwi /  Osgar O'Hoisin
- Skander Mansouri /  Aisam-ul-Haq Qureshi

La seguente coppia di giocatori è passata dalle qualificazioni:
- Yuki Bhambri /  Robin Haase

La seguente coppia di giocatori è entrata in tabellone come lucky loser:
- Andreas Mies /  John-Patrick Smith

### Ritiri
Prima del torneo
- Karen Chačanov /  Andrej Rublëv → sostituiti da  Ariel Behar /  Adam Pavlásek
- Marcelo Arévalo /  Mate Pavić → sostituiti da  Andreas Mies /  John-Patrick Smith

## Partecipanti WTA

### Teste di serie
| Nazionalità | Giocatrice             | Ranking* | Testa di serie |
| ----------- | ---------------------- | -------- | -------------- |
| Polonia     | Iga Świątek            | 1        | 1              |
|             | Aryna Sabalenka        | 2        | 2              |
| Stati Uniti | Coco Gauff             | 3        | 3              |
| Kazakistan  | Elena Rybakina         | 4        | 4              |
| Tunisia     | Ons Jabeur             | 6        | 5              |
| Cina        | Zheng Qinwen           | 7        | 6              |
| Rep. Ceca   | Markéta Vondroušová    | 8        | 7              |
| Grecia      | Maria Sakkarī          | 9        | 8              |
| Lettonia    | Jeļena Ostapenko       | 11       | 9              |
|             | Dar'ja Kasatkina       | 13       | 10             |
| Brasile     | Beatriz Haddad Maia    | 14       | 11             |
|             | Ljudmila Samsonova     | 15       | 12             |
|             | Veronika Kudermetova   | 18       | 13             |
|             | Ekaterina Aleksandrova | 19       | 14             |
| Ucraina     | Elina Svitolina        | 20       | 15             |
| Francia     | Caroline Garcia        | 21       | 16             |

* Ranking al 12 febbraio 2024.

### Altre partecipanti
Le seguenti giocatrici hanno ricevuto una wild card per il tabellone principale:
- Ashlyn Krueger
- Lulu Sun
- Dajana Jastrems'ka
- Zhang Shuai

La seguente giocatrice è entrata in tabellone con il ranking protetto:
- Paula Badosa

Le seguenti giocatrici sono entrate nel tabellone principale passando dalle qualificazioni:

- Clara Burel
- Magdalena Fręch
- Nao Hibino
- Storm Hunter
- Anna Kalinskaja
- Bernarda Pera
- Viktorija Tomova
- Wang Xiyu

Le seguenti giocatrici sono entrate in tabellone come lucky loser:
- Lucia Bronzetti
- Cristina Bucșa
- Elisabetta Cocciaretto

### Ritiri
Prima del torneo
- Ons Jabeur → sostituita da  Cristina Bucșa
- Angelique Kerber → sostituita da  Anastasija Pavljučenkova
- Marta Kostjuk → sostituita da  Lucia Bronzetti
- Barbora Krejčíková → sostituita da  Peyton Stearns
- Karolína Muchová → sostituita da  Mirra Andreeva
- Jessica Pegula → sostituita da  Arantxa Rus
- Lesja Curenko → sostituita da  Elisabetta Cocciaretto

## Partecipanti WTA doppio

### Teste di serie
| Nazione       | Giocatrice               | Nazione       | Giocatrice         | Ranking* | Testa di serie |
| ------------- | ------------------------ | ------------- | ------------------ | -------- | -------------- |
| Taipei cinese | Hsieh Su-wei             | Belgio        | Elise Mertens      | 3        | 1              |
| Canada        | Gabriela Dabrowski       | Nuova Zelanda | Erin Routliffe     | 11       | 2              |
| Stati Uniti   | Nicole Melichar-Martinez | Australia     | Ellen Perez        | 23       | 3              |
| Australia     | Storm Hunter             | Rep. Ceca     | Kateřina Siniaková | 24       | 4              |
| Paesi Bassi   | Demi Schuurs             | Brasile       | Luisa Stefani      | 30       | 5              |
| Ucraina       | Ljudmyla Kičenok         | Lettonia      | Jeļena Ostapenko   | 32       | 6              |
| Taipei cinese | Chan Hao-ching           | Messico       | Giuliana Olmos     | 50       | 7              |
| Stati Uniti   | Caroline Dolehide        | Stati Uniti   | Desirae Krawczyk   | 54       | 8              |

* Ranking al 12 febbraio 2024.

### Altre partecipanti
Le seguenti coppie di giocatrici hanno ricevuto una wild card per il tabellone principale:
- Caroline Garcia /  Kristina Mladenovic
- Sarah Beth Grey /  Eden Silva
- Ankita Raina /  Prarthana Thombare

La seguente coppia è entrata in tabellone con il ranking protetto:
- Shūko Aoyama /  Aleksandra Krunić

## Punti
| Evento              | V    | F   | SF  | QF  | 3T   | 2T   | 1T | Q    | Q2   | Q1   |
| Singolare maschile  | 500  | 330 | 200 | 100 | N.D. | 50   | 0  | 25   | 13   | 0    |
| Doppio maschile     | 500  | 300 | 180 | 90  | N.D. | N.D. | 0  | 45   | 25   | 0    |
| Singolare femminile | 1000 | 650 | 390 | 215 | 120  | 65   | 10 | 30   | 20   | 2    |
| Doppio femminile    | 1000 | 650 | 390 | 215 | N.D. | 120  | 10 | N.D. | N.D. | N.D. |

## Montepremi
| Evento              | V         | F         | SF        | QF       | 3T       | 2T       | 1T       | Q2       | Q1      |
| Singolare maschile  | $ 550 140 | $ 296 000 | $ 157 755 | $ 80 600 | N.D.     | $ 43 025 | $ 22 945 | $ 11 760 | $ 6 595 |
| Doppio maschile*    | $ 180 700 | $ 96 370  | $ 48 760  | $ 24 380 | N.D.     | N.D.     | $ 12 620 | N.D.     | N.D.    |
| Singolare femminile | $ 523 485 | $ 308 320 | $ 158 944 | $ 72 965 | $ 36 454 | $ 20 650 | $ 14 800 | $ 8 000  | $ 4 610 |
| Doppio femminile*   | $ 154 160 | $ 86 710  | $ 46 570  | $ 24 090 | N.D.     | $ 13 650 | $ 9 100  | N.D.     | N.D.    |

* per team

## Campioni

### Singolare maschile
Ugo Humbert ha sconfitto in finale  Aleksandr Bublik con il punteggio di 6-4, 6-3.
- È il sesto titolo in carriera per Humbert, il secondo in stagione.

### Singolare femminile
Jasmine Paolini ha sconfitto  Anna Kalinskaja con il punteggio di 4-6, 7-5, 7-5.
- È il secondo titolo in carriera per Paolini, il primo della stagione e dopo oltre due anni.

### Doppio maschile
Tallon Griekspoor /  Jan-Lennard Struff hanno sconfitto in finale  Ivan Dodig /  Austin Krajicek con il punteggio di 6-4, 4-6, [10-6].

### Doppio femminile
Storm Hunter /  Kateřina Siniaková hanno sconfitto in finale  Nicole Melichar-Martinez /  Ellen Perez con il punteggio di 6-4, 6-2.